# Relaciones Costa de Marfil-Venezuela
Las relaciones Costa de Marfil-Venezuela se refieren a las relaciones internacionales que existen entre Costa de Marfil y Venezuela.

## Historia
En 2019, durante la crisis presidencial de Venezuela, Costa de Marfil ha mantenido una posición neutral, sin ofrecer reconocimiento oficial a Nicolás Maduro o a Juan Guaidó.